# Barbadische Badmintonmeisterschaft 2015
Die Barbadische Badmintonmeisterschaft 2015 fand vom 13. bis zum 16. April 2015 in Wildey, St. Michael, statt.

## Medaillengewinner
| Disziplin    | Gold                                      | Silber                          | Bronze                                       |
| ------------ | ----------------------------------------- | ------------------------------- | -------------------------------------------- |
| Herreneinzel | Andre Padmore                             | Bradley Michael St. Pilgrim     | Shae Michael Martin                          |
| Herreneinzel | Andre Padmore                             | Bradley Michael St. Pilgrim     | Dakeil Thorpe                                |
| Dameneinzel  | Tamisha Williams                          | Sabrina Scott                   | Donna Maria Young                            |
| Dameneinzel  | Tamisha Williams                          | Sabrina Scott                   | Onika Maya Moe                               |
| Herrendoppel | Bradley Michael St. Pilgrim Dakeil Thorpe | Andrew Clarke Kevin Wood        | Cory Fanus Sabeel Allister Foster            |
| Herrendoppel | Bradley Michael St. Pilgrim Dakeil Thorpe | Andrew Clarke Kevin Wood        | Jehu Gaskin Gavin Roger Robinson             |
| Damendoppel  | Amanda Dominique Haywood Sabrina Scott    | Onika Maya Moe Tamisha Williams | Shamika Blackman Chaneice Gordon             |
| Damendoppel  | Amanda Dominique Haywood Sabrina Scott    | Onika Maya Moe Tamisha Williams | Krystal Clarke Shakeira Waithe               |
| Mixed        | Sabeel Allister Foster Sabrina Scott      | Kevin Wood Tamisha Williams     | Shae Michael Martin Amanda Dominique Haywood |
| Mixed        | Sabeel Allister Foster Sabrina Scott      | Kevin Wood Tamisha Williams     | Andre Padmore Shakeira Waithe                |